# Breitbandinsektizid
Als Breitbandinsektizid bezeichnet man ein Insektizid, welches gegen viele Insekten, oft auch gegen weitere Gliedertiergruppen toxisch wirkt. Im Gegensatz dazu stehen selektiv wirksame Insektizide, die nur gegen wenige Insektenarten, am besten ausschließlich gegen die Zielart toxisch wirken und Nützlinge schonen.
Zu den Breitbandinsektiziden gehören die meisten Phosphorsäureester (z. B. Malathion, Dimethoat), Carbamate (z. B. Carbaryl, Methomyl), Pyrethroide (z. B. Cyfluthrin, Fenpropathrin) und Neonicotinoide.